# Jan ze Stobnicy

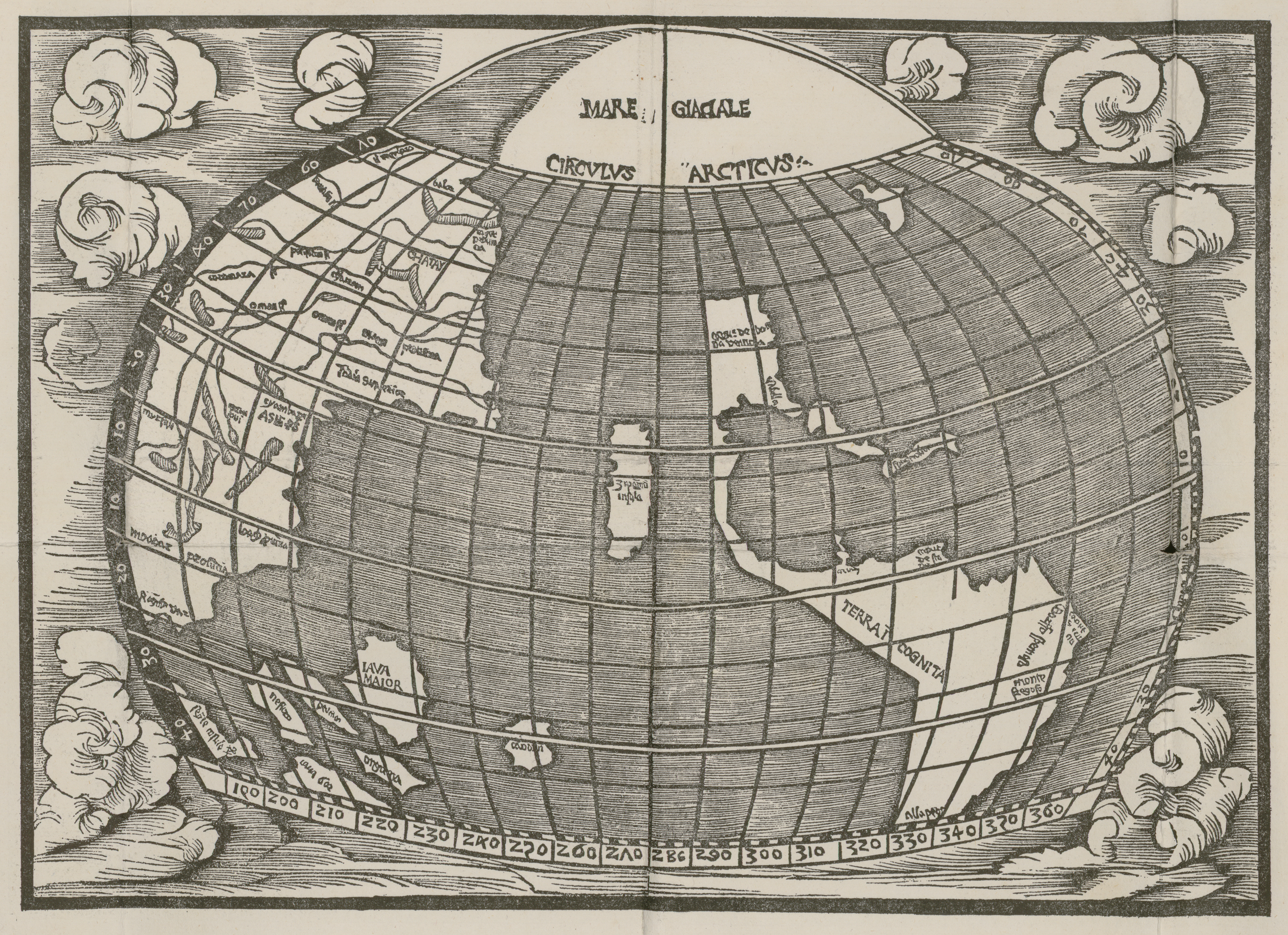
Mapa Ameryki wydana przez Jana Stobnicę

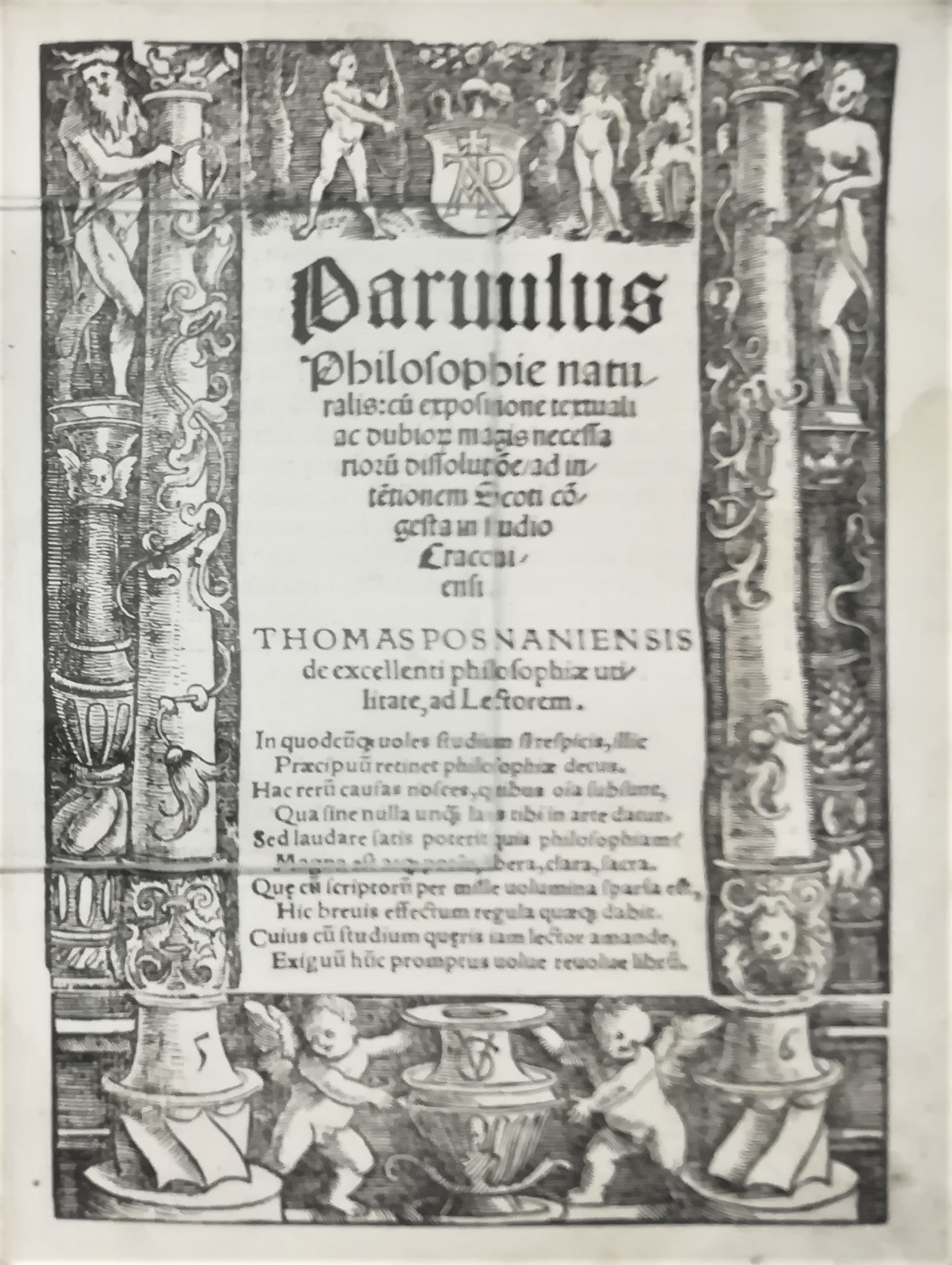
Parvulus philosophiae naturalis

Jan ze Stobnicy, inna forma nazwiska Stobniczka, (ur. ok. 1470 w Stobnicy, zm. 10 lutego 1519 w Poznaniu) – geograf, filozof i przyrodnik, profesor Akademii Krakowskiej, pierwszy rektor Akademii Lubrańskiego.

## Życiorys
Pochodził z ziemi sandomierskiej. Począwszy od roku 1490 kształcił się na Akademii Krakowskiej, gdzie słuchał wykładów Michała z Bystrzykowa. W roku 1494 został bakałarzem, a w 1498 magistrem artium. Wykładał tam jako profesor w latach 1498-1514, gorliwie szerząc skotyzm. Wysoko cenił pisarzy rzymskich: Cycerona, Senekę i Wergiliusza; lecz do humanizmu odnosił się umiarkowanie przychylnie. W marcu roku 1507, będąc dziekanem wydziału artium, wstąpił do zakonu bernardynów. W półroczu 1513/1514 ponownie został dziekanem wydziału artium. Wykłady prowadził sporadycznie aż do roku 1515. Zmarł w roku 1518 lub 10 lutego 1519 w Poznaniu (według Ż. Paulego).

## Twórczość
Jest autorem wielu prac z zakresu: logiki, gramatyki, astronomii, geografii, matematyki, muzyki, nauk przyrodniczych, etyki i teologii. W 1512 wydał dzieło geograficzne Introductio in Ptholomei Cosmographiam zawierające pierwsze w Polsce mapy oraz pierwsze informacje o kontynencie amerykańskim. Był także autorem podręcznika przyrody Parvulus philosophiae naturalis oraz rozpraw z dziedziny metafizyki, gramatyki i logiki. Jako filozof był zwolennikiem skotyzmu.

### Ważniejsze dzieła
- Parvulus philosophiae naturalis, Kraków 1503, drukarnia K. Hochfeder; wyd. następne: Kraków 1507[2]; Kraków 1513; Bazylea 1516; Kraków 1517
- De praedicatione abstractorum ex sententia Scoti tam in creatis quam in divinis ac transcendentibus, Kraków (według K. Michalskiego 1505-1506; według Estreichera prawdopodobnie 1515; drukarnia J. Haller)[3]
- Introductio in doctrinam doctoris subtilissimi, Kraków 1508, drukarnia J. Haller (edycja wątpliwa); inne wyd.: Introductio in doctrinam doctoris subtilis, Kraków 1512, drukarnia F. Ungler[4]; wyd. następne: Kraków 1515; Kraków 1519
- Introductio in Ptholomei Cosmographiam cum longitudinibus & latitudinibus regionum & civitatum celebriorum, Kraków 1512, drukarnia F. Ungler[1]; wyd. następne: Kraków brak roku (drukarnia F. Ungler; Kraków 1517 (edycja wątpliwa); Kraków 1519, 2 odmienne edycje, (dziełko oparte głównie na Cosmographiae introductio Marcina Waldseemüllera, wyd. Saint Dié 1507; tu także przeróbki winiet z mapy Waldseemüllera – najstarsze zabytki kartograficzne drukowane w Polsce)
- Generalis doctrina de modis significandi grammaticalibus, (Kraków) brak roku wydania (przed 1508?, drukarnia J. Haller lub K. Hochfeder); wyd. następne: Kraków 1515; Kraków 1519

### Prace edytorskie
- Michał z Bystrzykowa Questiones in libros analyticorum priorum et elenchorum Aristotelis, Kraków 1505, drukarnia K. Hochfeder; wyd. następne: Kraków 1511
- Michał z Bystrzykowa Questiones in libros analyticorum posteriorum et topicorum Aristotelis, Kraków 1505, drukarnia J. Haller; wyd. następne: (Kraków) brak roku wydania (1511?, 1520?, drukarnia J. Haller)
- Questiones veteris ac novae logicae cum resolutione textus Aristotelis clarissima: ad intentionem doctoris Scoti, Kraków 1508, drukarnia J. Haller; inne wyd.: Kraków 1507, (zdaniem Estreichera są to wykłady Piotra Rosellego przerobione przez Michała z Bystrzykowa)
- Bruni Leonard Arentius In moralem disciplinam introductio familiari Johannis de Stobnicza commentario explanata, Kraków 1511, drukarnia J. Haller; wyd. następne: Wiedeń 1515; Kraków 1517

### Utwór o autorstwie niepewnym
- Historia totius vitae et passionis Domini nostri Jesu Christi. Ex quatuor Evangelisticis cellecta a fratre Joanne de Stobnica, Kraków 1523, drukarnia J. Haller (edycja nieznana); wyd. następne: Kraków 1525, (nie wiadomo, czy Jan ze Stobnicy napisał, względnie przerobił sam to dzieło, czy też wydał pracę innego autora).